# Hrvoje Petrić
Hrvoje Petrić, hrvaški zgodovinar, * 12. december 1972, Koprivnica, Hrvaška.
Hrvoje Petrić je specialist za obdobje novega veka. Kombinira vsebine iz ekozgodovinskih, socioloških, etničnih, ekonomskih, prometnih, ekoloških in geografskih ter drugih sotvarij. 